# Ménage à 3
Ménage à 3 (с фр. — «Дом на троих») — веб-комикс, созданный канадскими авторами Жизель Лагасе и Дэвидом Ламсдоном и публикуемый компанией Pixie Trix Comix. Рассказывает о жизни и приключениях трёх соседей по квартире в Монреале, Канада. Значительная часть уделена сексуальным и абсурдным ситуациям.

## Сюжет
В центре сюжета 29-летний девственник и гик Гари, от которого съезжают двое соседей — Диллон и Мэтт, которые совершают каминг-аут, как гей-пара.
Вскоре по объявлению соседками Гари становятся две девушки — развязная рокерша Зии и франкоговорящая секс-бомба Диди. Вскоре всех троих втягивает в водоворот новых знакомств, любви, отношений, секса и приключений.

## Персонажи

### Основные
- Гари Томпсон (англ. Gary Thompson) — «У этого 29-летнего фаната комиксов контракт на аренду квартиры в Монреале. Он работает в call-центре, и параллельно рисует комиксы. Может быть, когда-нибудь он будет делать это за деньги. Ориентация: Натурал, выпорот, ныне би» Встречался с Юки, Кайли, Соней.[1]
- Сьюзи «Зии» Нильсен (англ. Suzi "Zii" Nielsen) — «Соседка Гари, Зии вела беспечную жизнь, последствия которой начинают настигать её. Работает с Юном в магазине комиксов и пытается заново начать свою музыкальную карьеру вместе с Эриком, своим первым постоянным парнем за долгое время. Ориентация: Би, старается вести себя хорошо.»[1]
- Дезире Шастель (фр. Désirée Chastel) — «Другая соседка Гари, чьё появление редко остается незамеченным, но ни её красота, ни размер груди, ни сила настоящей амазонки не смогли помочь ей достичь сексуального удовлетворения, поиск которого начинает сводить её с ума. Ориентация — она не бисексуалка (перестаньте спрашивать)»[1]

### Второстепенные
- Юки Ояма (англ. Yuki Ōyama) — «Сценарист комикса Гари, Юки прошла через многое, чтобы быть с ним вместе, но она все ещё способна на приступы жестокости, если её спровоцировать. Бывшая девушка и снова барабанщица Зии. Ориентация: Технически би, но у неё фаллофобия (видит щупальца вместо пенисов)»[1]
- Соня (англ. Sonya) — «Официантка, встретила Зии на работе. Соня использует своё немалое очарование, чтобы достичь того, что она хочет, вот только она не всегда знает, что это. Сейчас она преследует свое бывшее увлечение — Зии, — а Зии и её группа вполне возможно очень нуждаются в голосе Сони… Ориентация: Драмосексуалка»[1]
- Кайли Шеффорд (англ. Kiley Shefford ) — «Студентка-психиатр университета им. МакГилла. Психотерапевт Юки, Кайли в результате лишила девственности Гари, когда они оба думали, что Юки потеряна навечно. Они неплохо сошлись с Гари… но когда Юки вернулась, им пришлось расстаться. Ориентация: Натуралка, одержима.»[1]
- Мэттью «Мэтт» Лантейн (англ. Matthieu "Matt" Lanteigne) — «Бывший сосед Гари и бывший парень Диллона, Сандры и ДиДи (с ДиДи пока не ясно). Его уверенность в себе оказалась весьма подорванной фактом, что судя по всему, Гари, самый замкнутый и неумеющий обращаться с дамами парень среди известных Мэтту, — лучше него в постели. Теперь Мэтт, как и Кайли, видит Гари повсюду. Ориентация: Би, со странными сексуальными вкусами, одержим.»[1]
- Эрик (англ. Erik) — «Парень и менеджер Зии (и бывший ДиДи), Эрик обладает спокойной уверенностью в себе, которая растапливает привычную для Зии боязнь серьёзных отношений, а также средствами, которых хватит на попытку возвращения её на сцену. Ориентация: Натурал, но не против секса втроём с девушкой и другим мужчиной.»[1]
- Пэгги (англ. Peggy ) — Медсестра, её очевидно является отсылкой к сексуальной практике пеггинг, которой она занимается с Мэттом и Гарри.
- Юнхан (англ. Junghan) — «Лучший друг Гари и коллега Зии в Pixie Trix Comix. На досуге создает косплей-костюмы. Ориентация: Неизвестна»[1]
- Трэйси (англ. Tracy) — подруга Амбер. Работает в компьютерной компании, но оплачивает учёбу подработкой в качестве БДСМ-вебкам-модели.

### Эпизодические
- Лита (англ. Lita) — «Кошка Зии. Ненавидит всех, но, как ни странно, часто оказывается рядом с Гари. Нравится ли он ей, или она понимает, что у него аллергия, и ошивается рядом, чтобы помучить его? Она не говорит. Ориентация: Не имеет значения»[1]
- Юлис Дёви́ль (англ. Eulice Deville) — «Хозяйка квартиры, живёт на этаж ниже. Любит деньги. Ненавидит шум, неоплативших арендаторов, веселье и всё прекрасное в мире. Бойтесь её. Ориентация: Это слишком ужасно, чтобы что-то предполагать.»[1]
- Роб (англ. Rob) — «Агорафоб, живущий в квартире на этаж выше. Точно неизвестно, знает ли он, что 80-е уже закончились. Ориентация: Возможно, не в курсе, что такое секс.»[1]
- Такеру (англ. Takeru) — «Отец Юки, бывший „Король тентаклей“ порноманги, пытается наладь отношения с его дочерью. Он сделал Гари своим протеже, и надеется, они скоро подарят ему внуков.»[1]
- Шанелль (англ. Chanelle) — «Бывшая коллега Амбер и её наперсница. Они до сих пор иногда встречаются по вечерам, чтобы отдохнуть где-нибудь в баре, и, похоже, их сексуальные предпочтения совпадают. Она легка на подъём и всегда готова помочь в трудную, но интересную минуту… Ориентация: Не придирчива.»[1]

### Бывшие
Часть персонажей перешла в веб-комиксы-спин-оффы Sticky Dilly Buns (с англ. — «Сладкие Булочки Дилли») и Sandra on the Rocks (с англ. — «Сандра со Льдом»), хотя иногда продолжает появляться в основной серии
- Диллон (англ. Dillon) — «Бывший сосед Гари и бывший парень Мэтта. Диллон — весьма колоритная личность, довольно-таки смахивающая на Зии, и в хороших с ней отношениях. Увлечён Гари. Ориентация: Гей. Невероятный гей.»[1]
- Амбер ЛаРоз (англ. Amber LaRose) — «Бывшая порнозвезда, бывшая девушка Зии, соседка Диллона и бывший объект обожания Гари. После занятной близкой встречи с Гари, они решила подобраться к нему поближе, хотя и пытается оставить прошлое позади. Ориентация: Би»[1]
- Ангел (англ. Angel) — Рок-звезда и давний соперник Зии на сцене. Конкурируют с Диллоном за сердце Джерзи.
- Сандра Арден (англ. Sandra Arden) — «Бывшая коллега ДиДи, Сандра покинула орбиту Монреаля, чтобы стать многострадальной, но хотя бы хорошо оплачиваемой ассистенткой Сенны. Ориентация: Натуралка… в основном.»[1]
- Сенна Муниз (англ. Senna Muniz) — «Секси-модель нижнего белья, Сенна во всём чрезвычайно женственна, во всём, кроме одного аспекта. Обладает тёплой и весёлой стороной для игр личной жизни, и холодной, доминирующей для работы. Иногда эти её стороны могут сочетаться или противоречить друг другу. Заинтересована в Гари. Ориентация: Би.»[1]

## Критика
Ménage à 3 был включён в рейтинг 50 самых лучших веб-комиксов и входит в топ-25 самых читаемых.
Комикс высоко оценили за художественный стиль близкий к таковому в Archie Comics, в обстановке, сравнимой с американским теле-шоу 1970-х годов «Трое — это компания», но с гораздо более откровенной и серьёзной темой секса в соответствие с американской серией фильмов  «Американский пирог». Некоторые онлайн-отзывы были отрицательными в плане количества нагота и панелей, открыто показывающих сексуальные действия. Но другие отметили его как сильный, утверждая, что очевидно комикс ориентирован на определенный возрастную группу.